# 新社會運動
新社會運動（英語：New social movements）是一個興起於歐洲的社會運動理論，起初用於解釋1960年代中開始的一系列社會運動，這個時期的社會運動有別於舊形式的運動，該理論認為運動是人們的一種非理性（irrational）因素所致，是人們對自身不滿於委屈的結果（Fuchs, 2006）。這個時期的運動強調對於後物質主義的價值的追求，例如民主運動、人權運動等。

## 特徵
新社會運動最值得留意的地方，在於它們通常為社會性及文化性，政治性僅屬次要。與具有政治目標，意圖讓勞動階級在社會中得以獲得資源、公民權及代表性的勞工運動不同，新社會運動 (如青年文化運動) 著重透過文化的創新、新生活模式的發展及身份的變換，達致社會流動的目標。哈伯瑪斯已清楚闡明，新社會運動乃「新的政治」，是與生活質素，個人的自我實現及人權等有關，與著重經濟、政治及軍事安全的「舊政治」有顯著不同。在男同性戀者的解放運動中，可看到焦點已由政治議題開始，擴展成為社會及文化性的彰顯，對同性戀者的生活態度有新的接受。所以，新社會運動之所以為「新」，是因為它必然是社會性(而非每每政治性，意圖推翻某個權力結構)。
相比以往社會運動著重對物質資源的爭奪，新社會運動亦更注重現代及後工業社會中，後物質價值的角色。根據新社會運動家理論家米露茜所言，這些運動的興起不是因為生產關係或資源分配的問題而起，而是因為我們對生活世界及空間的注意，使得我們從過去對生存或繁殖影響甚大的經濟資源生產之注視中，走去關心對社會關係、符號及身分再建構的事情。換句話說，新社會運動透過對現代「增長，進步，生產提高就是快樂」意念的挑戰，拒絕資本主義社會中以物質為本的消費主義，並提倡別類的價值和對社會世界的理解。以六十年代美國及北歐盛行的環保運動作例，它成功使我們重思經濟、社會及大自然之間的關係。
再者，新社會運動的集體行動多發生在公民社會或文化領域的場景；克勞斯‧柯夫視這種非在國家中進行工具性行動的特徵為「繞過國家」(Scott, 1990)。運動較少注重直接挑戰國家體系，反而可看作是一種在建制層面中反極權及抗拒主流式融合的行動。它們主要聚焦於單一議題，或連結於一個廣闊的主題中有限度的議題，如環境及和平問題。運動的主要著重點是草根性，致使小型、邊緣甚至被排斥的群體均能夠獲得代表性，而非每每是為一個單一政治焦點而衍生政治性。故此，這個意識形態驅使新社會運動的組織形態變得更為本土化及小型化，利用電台、報紙或海報等資訊網絡，又或各種人際網絡鬆散地維繫著。這種「本土化」及「議題為本」的特徵，使運動不需要擁有一個大家高度認同的意識形態或終極目標，從而讓其和傳統舊式的勞工運動顯得不同；對於大眾不同的政治或意識形態的分別，新社會運動相較顯得更包容及接受。
若果舊社會運動 (工人運動是最顯著的代表) 發生的前設是一個工人階級的存有及其意識形態，新社會運動的社會階級基礎就是「新的階級」。柯夫視之為擁有三層，一個現代的複雜階級結構 (Buechler, 1995)：新中產階級、舊中產階級的元素及在勞工市場外的邊緣群體。新中產階級和舊的一群會因為其高水平的教育及對資訊、資源的獲取致使他們會對「社會如何被賦予價值」作出提問，從而在運動中得以演化。其餘在勞工市場外的邊緣群體，如學生、家庭主婦及失業者則會因為擁有相較可自由運用的時間，在科層控制下一個不利的位置，以及因無法就業及消費之下未能全面投入社會的因素驅使下，投身新社會活動。不難發現，在舊社會運動中的工人階級，在新社會運動的階級和社會流動論述中不覆存在。